# Mistrzowie strongman: USA
Mistrzowie strongman: USA (America’s Strongest Man) – indywidualne, doroczne zawody siłaczy, organizowane w USA od 1997.

## Mistrzowie
| Rok  | Mistrz           | Wicemistrz      | Drugi Wicemistrz |
| ---- | ---------------- | --------------- | ---------------- |
| 1997 | Mark Philippi    | Harold Collins  | Tommy Ingalsbe   |
| 1998 | Karl Gillingham  | Doug Ahr        | Harold Collins   |
| 1999 | Bryan Neese      | Ken Brown       | Odd Haugen       |
| 2000 | Brian Schoonveld | Phil Pfister    | Whit Baskin      |
| 2001 | Brian Schoonveld | Phil Pfister    | Mark Philippi    |
| 2002 | Steve Kirit      | Johnny Perry    | Karl Gillingham  |
| 2003 | Steve Kirit      | Phil Pfister    | Mark Philippi    |
| 2004 | Van Hatfield     | Phil Pfister    | Karl Gillingham  |
| 2005 | NIE ROZGRYWANO   | NIE ROZGRYWANO  | NIE ROZGRYWANO   |
| 2006 | Steve MacDonald  | Jon Anderson    | Travis Ortmayer  |
| 2007 | Derek Poundstone | Nick Best       | Van Hatfield     |
| 2008 | Jason Kristal    | Jason Bergmann  | Van Hatfield     |
| 2009 | Derek Poundstone | Travis Ortmayer | Andy Vincent     |
| 2010 | Derek Poundstone | Mike Jenkins    | Marshall White   |